# 氧化酶试验
氧化酶试验（英语：Oxidase test）是一种用于确定生物体是否具有细胞色素c氧化酶的试验。该试验用于帮助区分奈瑟氏菌、莫拉氏菌、弯曲杆菌和巴斯德氏菌（氧化酶阳性）。 它还用于区分假单胞菌和相关物种。

## 分类
菌株可以分为氧化酶阳性（OX+）或氧化酶阴性（OX-）。

### OX+
OX+通常意味着细菌含有细胞色素c氧化酶（也称为复合物IV），因此可以通过电子传递链将O2转化为H2O2或H2O，从而利用氧气产生能量。
典型的OX+物种包括假单胞菌科的物种。
奈瑟氏菌和莫拉氏菌都是OX+的革兰氏阴性双球菌。
许多革兰氏阴性的螺旋弯曲杆菌也都是OX+，例如幽门螺杆菌、霍乱弧菌和空肠弯曲杆菌。

### 氧化酶可变性
嗜肺军团菌可能是OX+。

### OX−
OX−通常意味着细菌不含细胞色素c氧化酶，因此，要么不能使用氧气通过电子传递链产生能量，要么使用不同的细胞色素将电子传递给氧气。
典型的OX-物种包括肠杆菌科的物种。

## 机制

TMPD

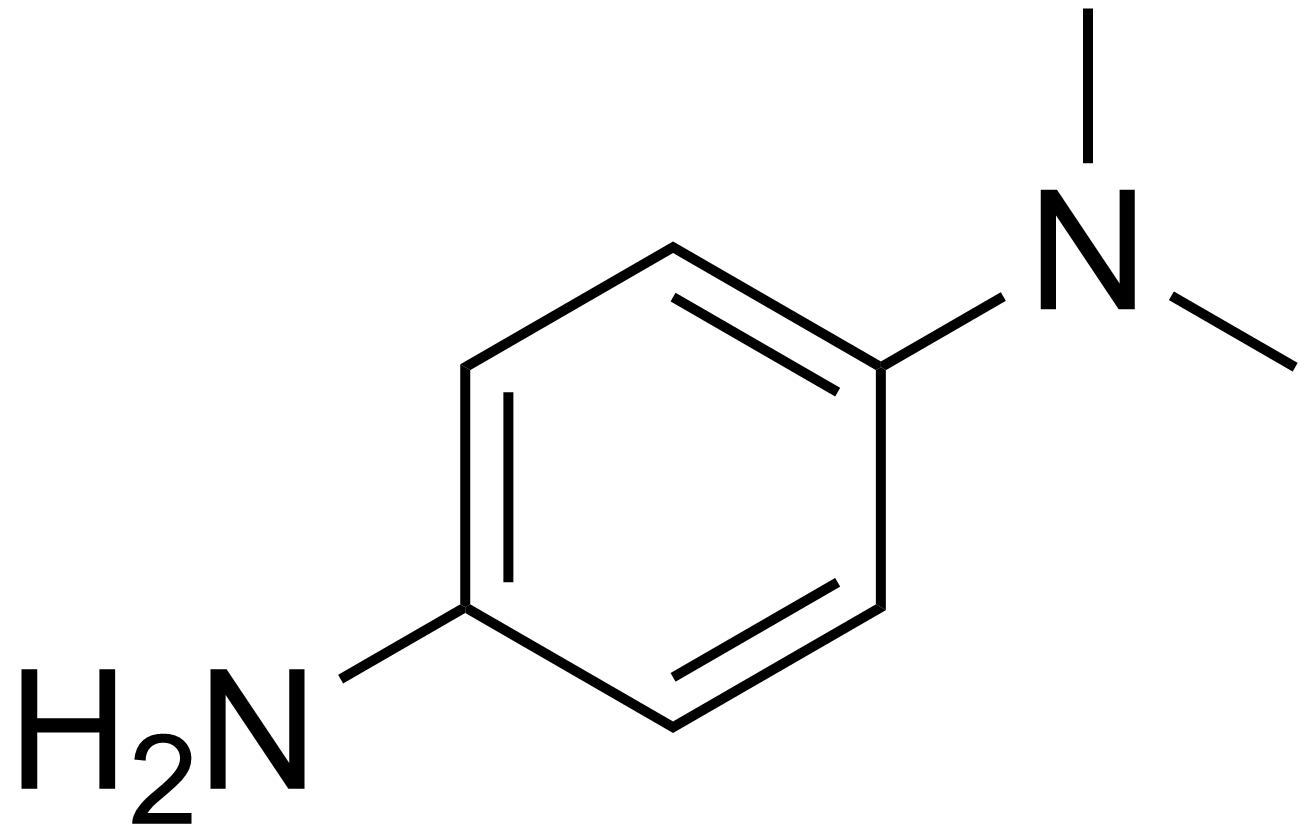
DMPD

该测试使用浸有试剂的圆盘，例如N,N,N',N'-四甲基对苯二胺（TMPD）或N,N-二甲基对苯二胺（DMPD，也是一种氧化还原指示剂）。该试剂在氧化时呈深蓝色至栗色，在还原时呈无色。氧化酶阳性细菌具有细胞色素氧化酶或靛酚氧化酶（一种含铁的血红蛋白）。这两者都能催化从供体化合物（NADH）到电子受体（通常是氧）的传输。试验试剂TMPD充当氧化酶的人工电子供体。被氧化的试剂形成了有色化合物靛酚蓝。细胞色素系统通常仅存在于能够使用氧气作为末端电子受体的好氧生物中。这种新陈代谢的最终产物要么是水，要么是经过过氧化氢酶降解的过氧化氢。

### 流程
1. 用大约四个去离子水接种环润湿每个圆盘。
2. 使用一个环将大量的纯细菌无菌地转移到圆盘中。
3. 观察圆盘上的接种区域，持续时间长达三分钟。如果接种区域变成深蓝色至栗色或几乎黑色，则结果为阳性。如果三分钟内没有发生颜色变化，则结果为阴性。

在替代方式中，可以使用单线划线接种的无菌技术制备在胰蛋白酶大豆琼脂平板上培养的活细菌。接种后的平板在37°C下孵育24至48小时以建立菌落。应使用新鲜的细菌制剂。菌落在培养基上生长后，将2至3滴DMPD试剂添加到每个待测生物体的表面。 
- 阳性测试将导致颜色在10至30秒内从紫色变为紫色。
- 阴性测试将导致淡粉色或无着色。